# Магма (алгебра)
Магма (группоид) в общей алгебре — алгебра, состоящая из множества М с одной бинарной операцией M × M → M. Помимо требования замкнутости множества относительно заданной на нём операции, других требований к операции и множеству не предъявляется.
Термин «магма» был предложен Бурбаки. Термин «группоид» старше, он предложен Ойстином Оре, однако этот термин также относится к другой общеалгебраической структуре — теоретико-категорному группоиду, и в более современной литературе чаще используется в этом смысле.

Группа и связанные с ней простейшие алгебраические структуры

Обобщённо магмы обычно не изучаются; вместо этого изучаются различные типы, отличающиеся дополнительно вводимыми аксиомами. Обычно изучаемые типы магм включают следующие:
- квазигруппа — непустая магма, в которой всегда возможно деление;
- лупа — квазигруппа с нейтральным элементом;
- полугруппа — магма с ассоциативной операцией;
- моноид — полугруппа с нейтральным элементом;
- группа — моноид с обратным элементом или, то же что, ассоциативная петля (всегда являющаяся квазигруппой);
- абелева группа — группа с коммутативной операцией.

Морфизм магм — это функция {\displaystyle f\colon M\to N}, соотносящая магме {\displaystyle M} магму {\displaystyle N}, которая сохраняет бинарную операцию:
{\displaystyle f(x\;*_{M}\;y)=f(x)\;*_{N}\;f(y)}
где {\displaystyle *_{M}} и {\displaystyle *_{N}} обозначают бинарные операции на {\displaystyle M} и на {\displaystyle N} соответственно.

## Комбинаторика и скобки
Для общего, неассоциативного случая, операция магмы может быть многократно повторена. Для обозначения порядка используются скобки. Результирующая строка состоит из символов, обозначающих элементы магмы, и сбалансированных скобок. Множество всех возможных строк сбалансированных скобок называется языком Дика. Общее число различных способов записи n применений оператора магмы определяется числом Каталана {\displaystyle C_{n}}. Так например, {\displaystyle C_{2}=2}, что эквивалентно утверждению, что {\displaystyle (ab)c} и {\displaystyle a(bc)} — единственно возможные способы определения порядка двукратного применения бинарной операции магмы.
Для упрощения записи и сокращения числа используемых скобок используется условное обозначение. Для того, чтобы обозначить более высокий приоритет у выполнения операции, используют запись рядом. Например, если операция магмы «·», то xy·z — сокращённая запись (x · y) · z. Дальнейшие сокращения возможны за счёт использования пробелов. Например, записывая xy·z · wv вместо ((x · y) · z) · (w · v). Разумеется, для более сложных выражений отказ от использования скобок затруднителен. Способом избежать использования скобок является префиксная запись, которая, однако, неинтуитивна.